# 문희 (드라마)
《문희》는 MBC에서 2007년 2월 24일부터 2007년 8월 12일까지 방영된 주말 드라마이다.

## 등장 인물

### 주요 인물
- 故 강수연 : 하문희 역 - 아이몰 백화점 문형철 회장의 서녀
- 박상면 : 김영철 역 - 포목점 통주상회 아들
- 조연우 : 유진 역 - 가정의학과 전문의, 거산병원 후계자
- 김해숙 : 장한나 역 - 포목점 통주상회 3대째 주인

### 문희의 가족들
- 이정길 : 문형철 역 - 아이몰 백화점 창업주
- 김영란 : 방숙희 역 - 문형철의 아내
- 정웅인 : 하문호 역 - 문형철의 첫째 아들, 하문희의 이복오빠
- 이승연 : 최상미 역 - 하문호의 아내
- 이재은 : 하문현 역 - 하문희의 이복동생

### 영철의 가족들
- 정영숙 : 송옥희 역 - 통주상회 2대째 주인
- 송유안 : 김세설 역 - 김영철의 동생
- 방은희 : 김무설 역
- 송아영 : 김산 역 - 김영철과 장한나의 맏딸
- 박민지 : 김들 역 - 김영철과 장한나의 둘째 딸
- 최수한 : 김하늘 역 - 김영철과 장한나의 막내 아들

### 유진의 가족들
- 김용건 : 유현종 역 - 유진의 아버지, 거산병원 이사장
- 성병숙 : 진수자 역 - 유진의 어머니

### 그 외 인물
- 임현식 : 대범 역
- 손희순
- 원종례
- 김희진
- 김동현

## 비판
개연성 없는 뻔한 스토리라인과 캐릭터로 드라마의 발전을 한걸음 후퇴시켰다는 평가를 받았으며 이 때문에 '2007 민언련 선정 올해의 나쁜방송' 불명예를 안아야 했다.

## 이모저모
- 작가 정성희는 《귀여운 여인》 이후 3년 만에 MBC로 돌아왔는데, 제목은 예전에 집필했던 《당신 옆이 좋아》의 가제(문희의 자매들)와 거의 비슷했다.[2]